# نسلوانگ
نسلوانگ (به آلمانی: Nesselwang) یک شهر در آلمان است که در استالگوی واقع شده‌است.